# 케르크라더

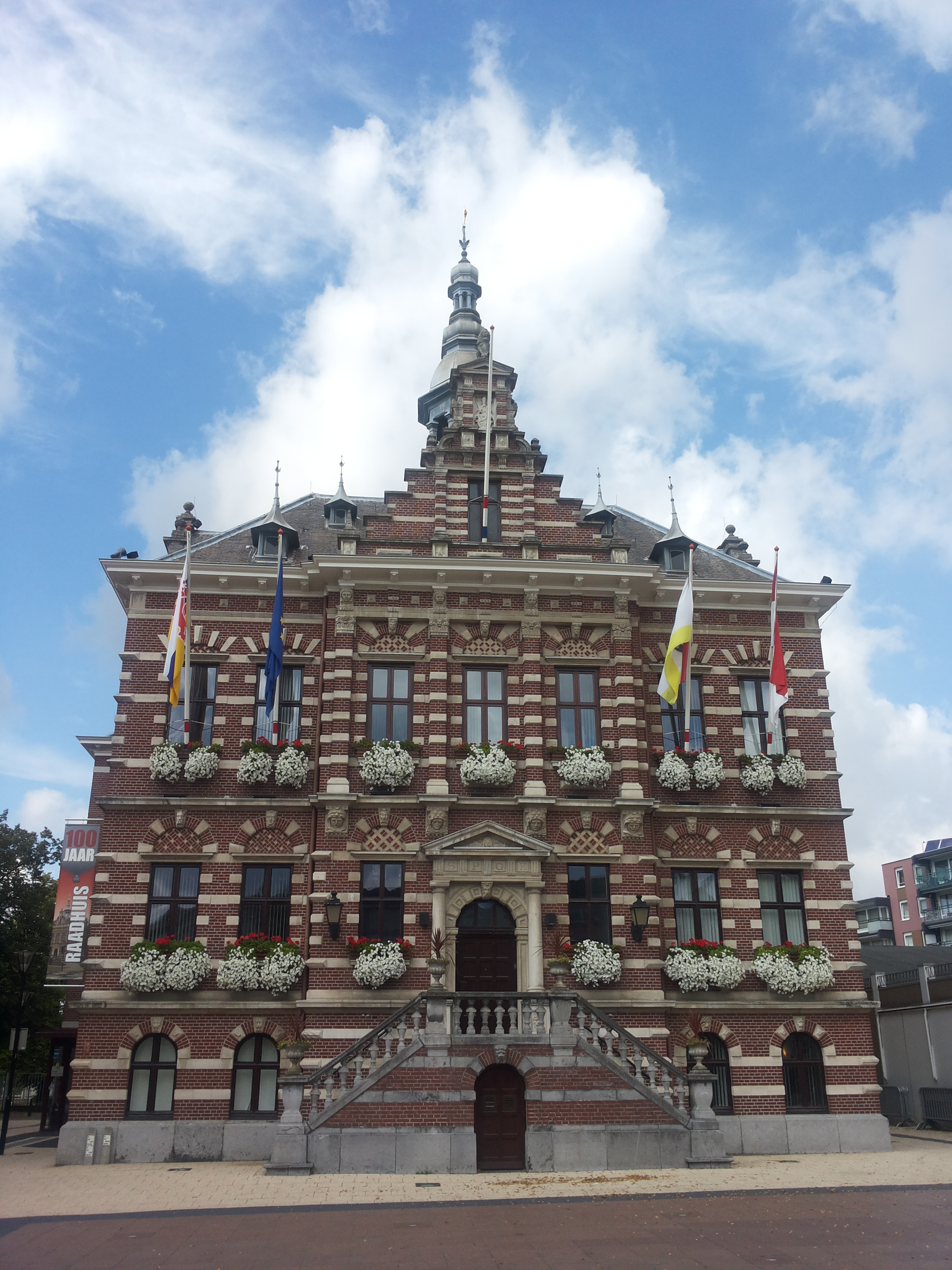
케르크라더

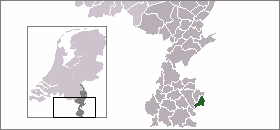
케르크라더의 위치

케르크라더(네덜란드어: Kerkrade, 림뷔르흐어: Kirchroa)는 네덜란드 림뷔르흐주의 도시로 면적은 22.13km2, 높이는 155m, 인구는 46,627명(2014년 5월 기준), 인구 밀도는 2,129명/km2이다.

시기
시 문장